# جاريوس جاكسون
جاريوس جاكسون (بالإيطالية: Jarrius Jackson)‏ مواليد 18 يونيو 1985 في مونرو، هو لاعب كرة سلة إيطالي. بدأ مسيرته الاحترافية في سنة 2007. يلعب مع فريق رير فينيزيا مستري في ليغا باسكيت الدرجة الأولى. يحمل الرقم 8.

## المسيرة الاحترافية
لعب مع نادي كازالي لكرة السلة في موسم 2009–2010، ثم لعب مع جويرينو فانولي باسكت في الدوري الإيطالي من سنة 2012 إلى 2014، ثم لعب مع رير فينيزيا مستري في سنة 2015.

## روابط خارجية
- جاريوس جاكسون على موقع كرة السلة الأوروبية.كوم (الإنجليزية)
- جاريوس جاكسون على موقع كلية كرة السلة في سبورتس رفرنس.كوم (الإنجليزية)
- جاريوس جاكسون على موقع ريلجم (الإنجليزية)
- جاريوس جاكسون على موقع بروبوليرز (الإنجليزية)
- جاريوس جاكسون على موقع سبورتس رفرنس (الإنجليزية)